# Nikolaos Karambelas
Nikolaos (Nikos) Karambelas (grec. Νικόλαος (Νίκος) Καράμπελας, Nikólaos (Níkos) Karámpelas; ur. 20 grudnia 1984 w Pirgos) – grecki piłkarz grający na pozycji lewego obrońcy. Od 2012 roku jest zawodnikiem klubu Levante UD.

## Kariera klubowa
Swoją karierę piłkarską Karambelas rozpoczął w klubie Paniliakos z rodzinnego miasta Pirgos. W 2004 roku zadebiutował w nim w drugiej lidze greckiej. W Paniliakosie grał przez dwa lata.
W 2006 roku Karambelas przeszedł do pierwszoligowego Arisu Saloniki. W Arisie swój debiut zaliczył 18 listopada 2006 roku w przegranym 2:3 domowym meczu z Olympiakosem. W Arisie występował do końca sezonu 2008/2009.
Latem 2009 roku Karambelas został piłkarzem AEK Ateny. W nim zadebiutował 30 sierpnia 2009 w zwycięskim 1:0 wyjazdowym meczu z Atromitosem Ateny. W sezonie 2010/2011 zdobył z AEK Puchar Grecji. Zawodnikiem AEK był do 2012 roku.
Latem 2012 Karambelas przeszedł do Levante UD. W Primera División swój debiut zanotował 19 sierpnia 2012 w zremisowanym 1:1 domowym meczu z Atlético Madryt.
| Sezon   | Klub       | Kraj      | Rozgrywki          | Mecze | Bramki |
| ------- | ---------- | --------- | ------------------ | ----- | ------ |
| 2004/05 | Paniliakos | Grecja    | Beta Ethniki       | ?     | ?      |
| 2005/06 | Paniliakos | Grecja    | Beta Ethniki       | ?     | ?      |
| 2006/07 | Aris FC    | Grecja    | Superleague Ellada | 1     | 0      |
| 2007/08 | Aris FC    | Grecja    | Superleague Ellada | 8     | 0      |
| 2008/09 | Aris FC    | Grecja    | Superleague Ellada | 19    | 0      |
| 2009/10 | AEK Ateny  | Grecja    | Superleague Ellada | 20    | 0      |
| 2010/11 | AEK Ateny  | Grecja    | Superleague Ellada | 17    | 0      |
| 2011/12 | AEK Ateny  | Grecja    | Superleague Ellada | 23    | 0      |
| 2012/13 | Levante UD | Hiszpania | Primera División   | 9     | 0      |
| 2013/14 | Levante UD | Hiszpania | Primera División   | 16    | 0      |
| 2014/15 | Levante UD | Hiszpania | Primera División   | 14    | 0      |
| 2015/16 | Levante UD | Hiszpania | Primera División   | 1     | 0      |

## Kariera reprezentacyjna
W swojej karierze piłkarskiej Karambelas rozegrał 5 meczów w reprezentacji Grecji U-21.